# Гордеенко, Егор Степанович
 Егор Степанович Гордеенко  (1812—1897) — фармаколог, доктор медицины (1838), профессор, общественный. деятель, исследователь истории и экономико-промышленного развития земств и местного самоуправления, благотворитель, активный участник обсуждения и реализации крестьянской реформы 1861 года.

## Биография
Родился в г. Ахтырке Харьковской губернии в многодетной дворянской семье.
Окончил Харьковскую гимназию (1828) и отделение врачебных и медицинских наук Харьковского университета; его три брата также получили образование в университете (старший, Гавриил — на юридическом факультете). Как писал Егор Степанович Гордеенко: «получив в 1832 году диплом с отличием на звание медика 1-го класса и медаль за очень плохое сочинение, я в течение года занимался медицинской практикой, но после бросил её, видя в ней ремесло, оплачиваемое страдальцами».
В 1833 году его пригласили работать лектором фармакологии и лаборантом у профессора химии И. И. Сухомлинова. В 1835 году он представил в Совет университета свой труд «Практическое начертание фармации» и был избран адъюнктом кафедры лекарственного веществословия и фармации Харьковского университета; до 1839 года он преподавал фармакологию, практиковал химию и читал публичные лекции о технической химии. В 1838 году Е. С. Гордеенко защитил докторскую диссертацию «О различных способах приготовления официнальных экстрактов» и стал экстраординарным профессором кафедры фармакологии и фармации, а в следующем, 1839 году — ординарным профессором. Также ему поручили заведовать кафедрой химии философского факультета и двумя лабораториями — химической и фармацевтической. В конце лета 1839 года он отправился для стажировки в заграничную командировку и три года провёл в клиниках и лабораториях Германии, Франции, Англии и Швеции.
Вернувшись в 1842 году из-за границы он продолжил преподавательскую деятельность. Свои лекции он сопровождал опытами на животных. Излагая учение о минеральных водах Е. С. Гордиенко пользовался в основном результатами собственных исследований, которые начались ещё в середине 1830-х годов, когда он исследовал Славянские солёные озера и издал их первое научное описание в «Военно-медицинском журнале». В 1842—1847 годах он преподавал фармацию студентам II курса (3 часа в неделю), а также фармакологию с включением фармакогнозии, учение о минеральных водах и рецептуры студентам III (3 часа в неделю). В 1847 году учебный план был изменён и фармакогнозия отделена от фармакологии, её преподавали студентам II курса (3 часа в неделю). По всем этим дисциплинам лекции на медицинском факультете в 1842—1859 годах читал Е. С. Гордиенко. И хотя по просьбе профессора и по собственной инициативе правление факультета неоднократно ходатайствовало перед советом университета о разделении кафедры лекарственного веществословия на несколько самостоятельных, окончательно этот замысел был реализован позднее.
С 1843 года Гордеенко занимался устройством в Харькове завода искусственных минеральных вод.
Во время Крымской войны в 1855—1856 годах заведовал госпитальным и терапевтическим отделениями военного госпиталя. В 1858 году избран почётным членом Харьковского университета.
В 1858 году он был избран гласным (депутатом) от дворянства и тогда же составил записку о необходимости публичного и гласного судопроизводства. В следующем году он оставил университет и полностью посвятил себя общественной деятельности. Он был избран председателем комиссии для проверки действий особого о земских повинностях присутствия, открыл многие беспорядки и составил доклад о необходимости организации хозяйственного дела губернии на началах местного самоуправления. После 1861 года состоял членом губернского по крестьянским делам присутствия; с открытием земских учреждений был избран первым председателем Харьковской уездной земской управы. С введением в 1870 году городового положения в начале 1871 года он стал гласным первой пореформенной Городской думы, которая в феврале этого же года избрала его харьковским городским головой (1871—1873). В 1873 году по состоянию здоровья вышел в отставку.
В 1879—1881 годах Е. С. Гордеенко был членом комиссии графа Баранова для исследования железнодорожного дела в России. В 1879 году был избран почётным мировым судьёй Харьковского судебно-мирового округа по Харьковскому уезду. Почётный член Харьковского губернского статистического комитета. Являлся одним из учредителей созданного в 1869 году Харьковского общества распространения в народе грамотности, сыгравшего заметную роль в борьбе с неграмотностью в губернии.
Его статьи о быте крестьян, вышедших из крепостной зависимости, появлялись в «Журнале сельского благоустройства»; в «Вестнике Европы» были напечатаны статьи о реальном образовании, об устройстве технологического института в Харькове, о судьбе гимназий. Отдельно изданы: «О положении сельского хозяйства и земства в Харьковской губернии»; «Настоящее положение дворянского землевладения»; «Харьковское городское самоуправление»; «О мерах к приведению в порядок Курско-Харьково-Азовской железной дороги».
В 1863 году Харьковское медицинское общество избрало его своим почётным членом. Гордеенко передал 198 томов научных изданий в дар университетской библиотеке и неоднократно вносил денежные пожертвования для оплаты обучения неимущим студентам; более 40 тысяч рублей он завещал губернскому земству на содержание начальных школ. В дальнейшем была учреждена стипендия его имени.
Скончался в 1897 году в Харькове, похоронен в Куряжском Спасо-Преображенском монастыре.